# Alberto Amador Leal
Narciso Alberto Amador Leal (Huauchinango, Puebla, 29 de octubre de 1951-27 de diciembre de 2020) fue un político mexicano, miembro del Partido Revolucionario Institucional. Entre muchos cargos, fue en tres ocasiones diputado federal.

## Reseña biográfica
Alberto Amador Lea fue ingeniero Químico Industrial egresado del Instituto Politécnico Nacional. Ejerció inicialmente su profesión como técnico en empresas como Resistol y CELANESE. Fue miembro del PRI desde 1972.
Su primer cargo público fue subtesorero de Convenios del Instituto Mexicano del Seguro Social (IMSS) entre 1978 y 1981, año en que pasó a encabezar la delegación del IMSS en el estado de Tlaxcala hasta 1983, y de 1983 a 1985 ocupó el cargo de subdirector de consultoría y servicios del Instituto Nacional de Productividad de la Secretaría del Trabajo y Previsión Social, al término de dicho cargo pasó a ser director de política regional de Tamaulipas de la misma secretaría hasta 1987, en que asumió el cargo de director de Integración Presupuestal de la Secretaría de Programación y Presupuesto.
Entre 1985 y 1988 fue diputado federal suplente sin haber asumido el cargo; en 1988 fue postulado por el PRI candidato a diputado federal por el Distrito 10 de Puebla, siendo electo a la LIV Legislatura que concluyó en 1991.
Al terminar su periodo legislativo en 1991, asumió la secretaría general del Centro de Investigación y Seguridad Nacional (CISEN) hasta 1993, y de 1994 a 1998 ocupó los cargos de coordinador de la Unidad de Análisis y director general de Organización Social de la Secretaría de Desarrollo Social.
Dejó dicho cargo para ser secretario general adjunto del CEN del PRI hasta 1998 y posteriormente candidato a diputado al Congreso de Puebla, siendo electo para la LIV Legislatura de 1999 a 2002 por el distrito 15 de Huauchinango. Dejó la diputación local para ser candidato a diputado federal por el Distrito 1 de Puebla entre 2000 y 2003, sirviendo en la LVIII Legislatura, en la que ocupó los cargos de secretario de la comisión de Desarrollo Social; e integrante de las comisiones de Energía;  y de la especial encargada de coadyuvar y dar seguimiento a los proyectos de desarrollo de la región sursureste de México
Al terminar su titularidad como diputado, de 2003 a 2005 ocupó la Secretaría de Desarrollo Social de Puebla en la administración del gobernador Melquiades Morales Flores y de 2005 a 2006 fue presidente de la Fundación Colosio en Puebla. Por segunda ocasión postulado candidato del PRI y electo diputado federal por el Distrito 1 de Puebla, ejerció el cargo en la LX Legislatura de 2006 a 2009 y en que fue secretario de la comisión de Gobernación; e integrante de las comisiones de Comité del Centro de Estudios Sociales y de Opinión Pública; de Economía; de Energía; y Especial de Prospectiva para la Definición del Futuro de México.
Su último cargo público fue el de Jefe de la Oficina del Gobernador de Tlaxcala, siendo gobernador Marco Antonio Mena Rodríguez; ocupó este cargo hasta el 27 de diciembre de 2020 en que perdió la vida a consecuencia de la enfermedad por coronavirus.